# Nosaka Sanzō

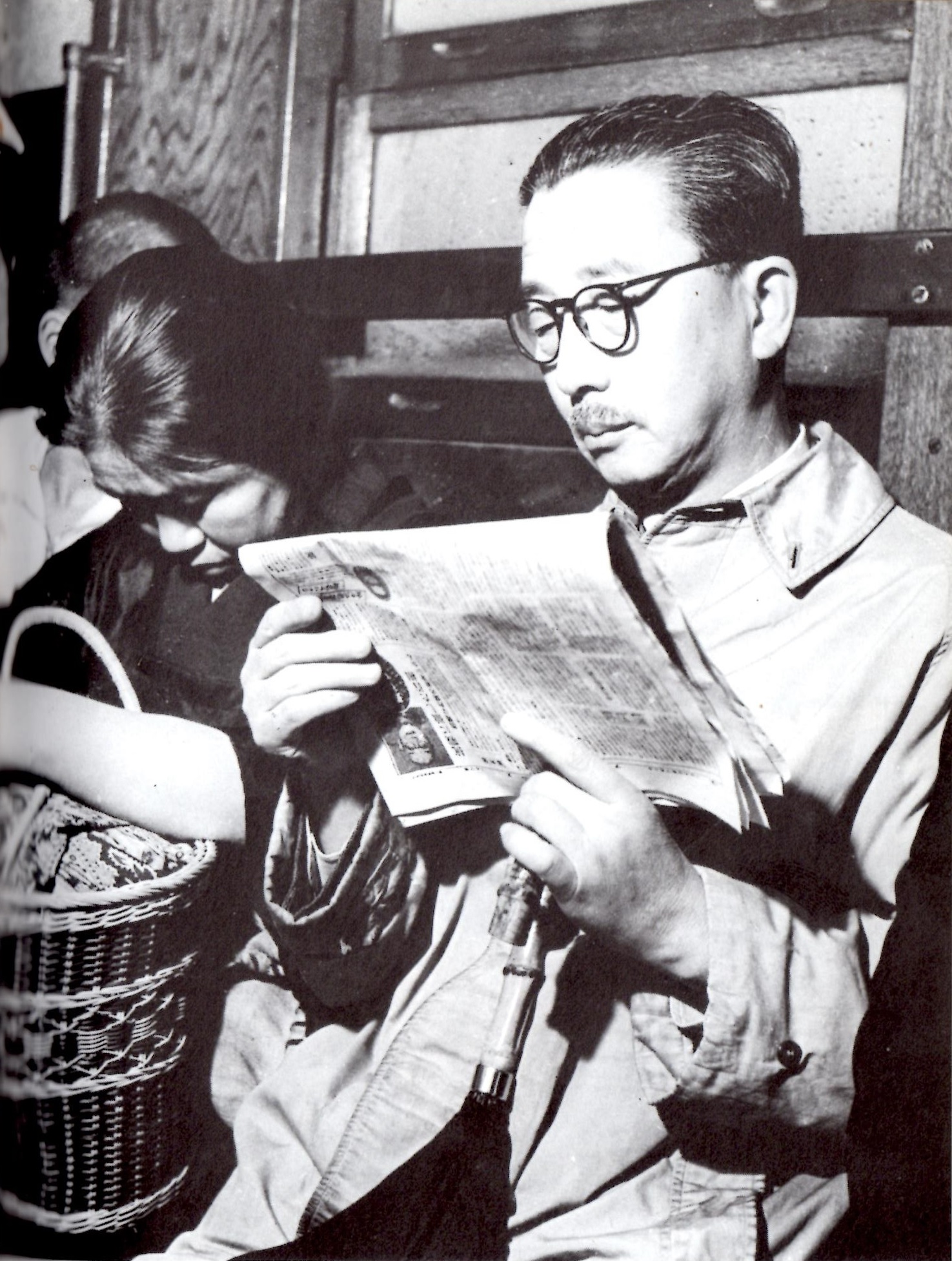
Nosaka Sanzō

Nosaka Sanzō (japanisch 野坂 参三) auch unter dem Pseudonym Okano Susumu bekannt (geboren 30. März 1892 in Hagi; gestorben 14. November 1993) war ein japanischer Politiker und Mitbegründer der Kommunistischen Partei Japans.

## Leben
Nosaka Sanzō studierte an der Keiō-Universität in Tokio. Er war gewerkschaftlich organisiert und arbeitete im Hauptquartier der linken Gewerkschaften. Er war verheiratet mit Nosaka Ryou (alias Sian Kim, 1886-1971). 1922 war er Mitbegründer der Kommunistischen Partei Japans (JKP).
Im April 1931 wurde er in die Sowjetunion eingeladen und reiste nach Moskau. Zu dieser Zeit war er der einzige japanische Führer in Moskau und der Komintern. Die beiden japanischen Führer Sen Katayama (1859–1933) und Yamamoto Kenzō waren zuvor im Ansehen der sowjetischen Führung gefallen, was zum Teil darin begründet lag, dass Nosaka Yamamoto denunziert hatte. Er hatte nach einigen Vorfällen in Japan, bei denen Yamamoto als einziges führendes JKP Mitglied nicht verhaftet worden war, das Vertrauen in seinen Freund verloren. Nachdem Katayama nach schwerer Krankheit 1933 gestorben war, reiste Nosaka in die USA. Er hoffte einen neuen Weg zurück nach Japan zu finden, nachdem die Route über Deutschland durch die Machtergreifung Adolf Hitlers unterbrochen war.
Am 31. März 1938 wurde seine Frau Ryou Nosaka aus der KPdSU ausgeschlossen, weil ihr Kontakte in die imperialistischen USA nachgesagt wurden. Sie hatte per Briefpost Kontakt zu ihrem Mann gehalten. Im August 1938 kam Nosaka aus den USA zurück nach Japan.
Sanzō Nosaka sprach sich sehr direkt für den chinesischen Kommunismus und Mao Zedong aus. Auch sonst war er politisch sehr aktiv und stritt häufig mit dem Premierminister Japans Yoshida Shigeru. Während des Zweiten Japanisch-Chinesischen Kriegs lebte Nosaka in der Basis Yan’an (Provinz: Shaanxi) der chinesischen Roten Armee. Dort war er Vorsitzender der Japanese People’s Emancipation League (JPEL). Die KPEL war mit der Umerziehung japanischer Kriegsgefangener befasst und verbreitete maoistische Propaganda.
Nosaka Sanzō wurde 1992, kurz nach seinem 100. Geburtstag, aus der JKP ausgeschlossen, als bekannt wurde, dass er seinen Freund Yamamoto Kenzō, der Repräsentant für die Kommunistische Gewerkschaftsinternationale (Profintern) in Moskau war, als „verdächtigen Charakter“ denunziert hatte, was letztendlich 1939 zur Erschießung von Yamamoto führte.
Nosaka Sanzō hinterließ achtbändige Memoiren über seine Aktivitäten vor dem Krieg. Die Beschreibung seines Lebens in Übersee gilt aber als übertrieben und verfälscht.

## Werke
- Sanzō Nosaka: Fuusetsu na Ayumi 風雪のあゆみ (Mein Weg durch Wind und Schnee). Tokio 1971–89